# Cropera unipunctata
Cropera unipunctata är en fjärilsart som beskrevs av Wichgraf 1921. Cropera unipunctata ingår i släktet Cropera och familjen tofsspinnare. Inga underarter finns listade i Catalogue of Life.